# Tradições dos Kayapó

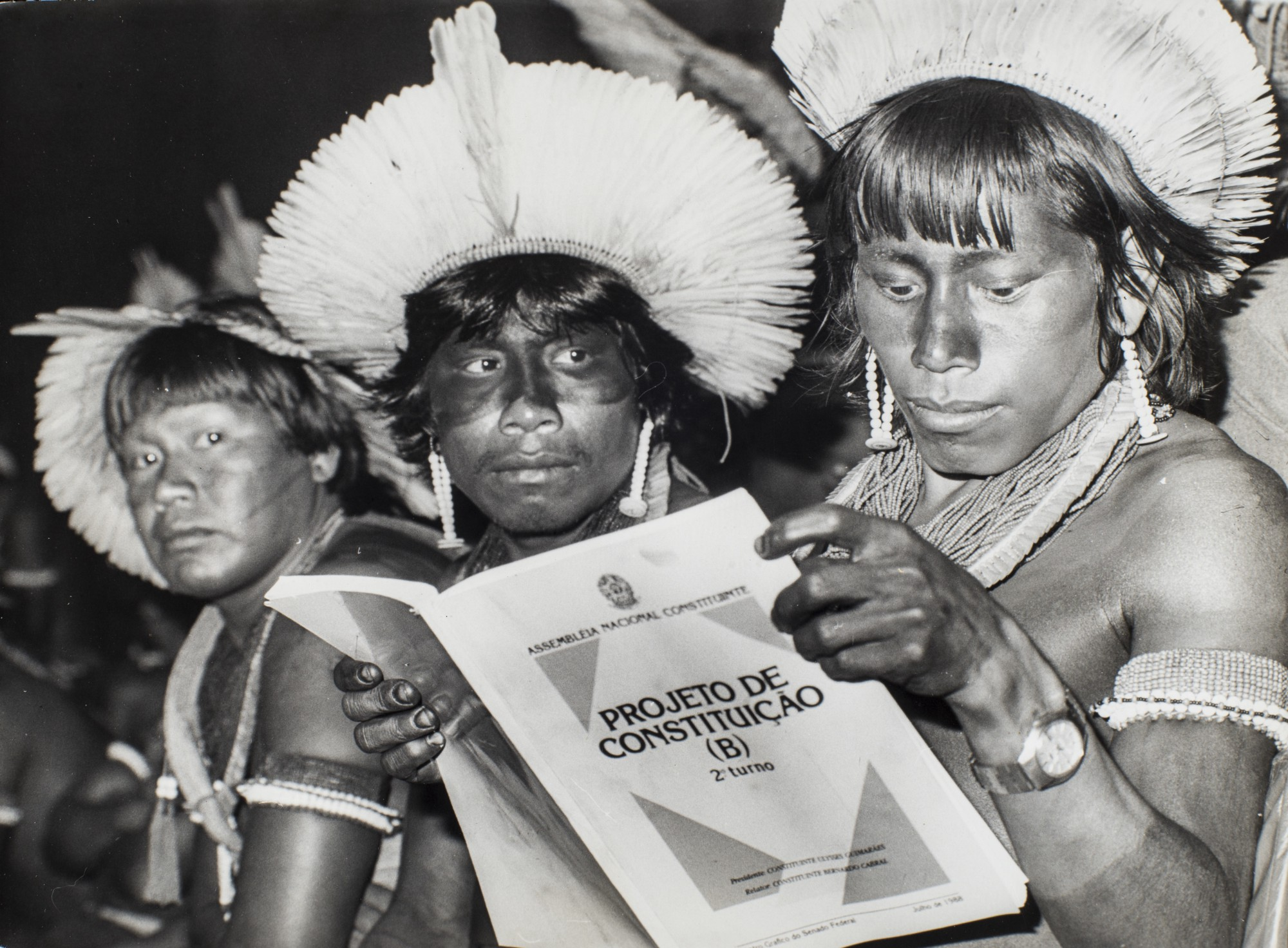
Mro-o, Tomtu e Nzoikamrekti Kayapó lendo o Projeto da Constituição Brasileira.

Tradições dos kayapó diz respeito à cultura e costumes preservados pelos indígenas kayapó (ou caiapó), hoje vivendo em terras do sul do Pará e norte do Mato Grosso. Os kayapós convivem com os forasteiros oriundos da Europa há centenas de anos, e também pelo fato de terem se tornado um dos grupos indígenas brasileiros financeiramente mais bem sucedidos (através de acordos com garimpeiros e madeireiros que exploram suas terras), lutam para preservar suas tradições, ao mesmo tempo em que sofrem as influências da sociedade capitalista que os cercam.

## Histórico
Desde seus primeiros contatos com os brancos escravagistas no século XVIII, os kayapós ficaram conhecidos como particularmente aguerridos, não dando trégua aos chamados "civilizados" (até pelo menos meados do século XX). Para avançar pelo tradicional território kayapó (entre os rios Tocantins e Araguaia), os brancos, além do seu armamento superior, lançavam mão de indígenas inimigos dos kayapós, como os bororo; nestes confrontos, os kayapós do sul (de Goiás) foram praticamente exterminados, e seus últimos remanescentes fugiram para o oeste, internando-se na selva.
Os kayapós do norte, que resistiram na região do Xingu ao contato com os "civilizados", permaneceram praticamente isolados até meados dos anos 1950, atacando quem tentasse entrar em seu território; foi quando o governo federal, pressionado por políticos da região, decidiu enviar indigenistas para "pacificar" o grupo. Parte deles, como os mekrãgnoti, se recusaram a aceitar os termos dos brancos e se internaram ainda mais na mata. Todavia, seria praticamente uma questão de tempo até que a grande maioria dos kayapós estivesse em contato mais ou menos regular com a nossa sociedade.

## Tradição e aculturação
Doenças e perseguições reduziram a população kayapó de cerca de 4.000 indivíduos em 1900, para não mais de 1.300 em fins dos anos 1970 (após a abertura da rodovia Transamazônica). Todavia, a partir daí o grupo começou a se reorganizar: seus líderes aprenderam português, e começaram a exercer pressão política para que seus direitos fossem respeitados e seu território fosse demarcado. Uma grande vitória foi obtida em 1989, quando, unidos a ambientalistas, impediram a construção de seis barragens no rio Xingu. Um dos líderes kayapós mais conhecidos, o cacique Raoni, chegou a viajar à Europa com o cantor Sting, para divulgar a causa indígena e angariar apoio para ela.
Os kayapós têm crescido populacionalmente desde então, e demonstraram notável capacidade de absorver tecnologia e práticas da sociedade capitalista circundante, sem abandonar sua cultura tradicional. Embora lamentado por conservacionistas, chefes kayapós decidiram fazer acordos com empresas para mineração de ouro, e para retirada de mogno das suas terras, o que levou à uma superexploração, além dos problemas causados pela degradação ambiental. Deve ser notado, contudo, que independentemente do que possam pensar os ambientalistas ou a opinião pública internacional, os kayapós jamais encararam a proteção da floresta como um fim em si mesmo, mas como uma expressão de sua autodeterminação e da defesa dos próprios interesses, enquanto grupo humano organizado.
A cisão entre a visão idealizada do indígena defensor da floresta e a de seus detratores (que os acusavam de serem ricos latifundiários "acaboclados"), chegou ao auge justamente durante a Rio-92, quando o chefe kayapó Paulinho Paiakã viu-se envolvido num caso de violência sexual (o qual ele não negou em princípio, alegando estar bêbado). Isso foi o bastante para que fosse retratado como "O Selvagem" numa capa da revista Veja. Mas, como ressalta Barbara Zimmerman, diretora do Projeto Caiapó (uma parceria Canadá/Estados Unidos), "os caiapós não estão entrando no século 21 como um povo derrotado. Não estão se degradando. Eles não perderam o senso de quem são".

### Organização tribal
Tradicionalmente, as aldeias kayapós são constituídas por casas construídas ao redor de uma praça central (o kapôt). No meio da aldeia está localizada a casa dos homens (ngobe), onde as associações masculinas decidem os rumos do grupo local. O círculo de casas é um espaço feminino por excelência, voltado para as relações familiares e de parentesco.
Os kayapós são monogâmicos. Ao casar-se, o homem vai morar na casa da esposa, convivendo várias gerações sob o mesmo teto. Quando o grupo familiar torna-se grande demais (ultrapassando 40 pessoas), uma nova casa é construída, contígua à antiga.
As aldeias são administradas pelos líderes das associações, um ou dois geralmente. Um candidato a chefe deve preparar-se durante anos para o cargo, sob a orientação de um chefe mais velho. Caso o candidato não possua parentesco com o instrutor, a recomendação é levar-lhe alimentos como compensação pelo seu tempo. Deve ser ressaltado que um chefe kayapó não possui nenhum poder de coerção sobre seus pares: a sua influência se dá pela persuasão, e para isso, ter dons de oratória acaba sendo um fator crucial para o convencimento. Um chefe que tenta se impor pela força, pode ser até mesmo banido do grupo.
Todavia, o espírito apaziguador e conciliador dos chefes deve se restringir às suas própria comunidades. No contato com os "civilizados", é esperado que ele brigue (às vezes literalmente) para fazer prevalecer os interesses da tribo. Essa dicotomia pode explicar porque ser chefe é uma tarefa tão difícil, e porque poucos candidatos conseguem chegar ao fim do treinamento, após anos de estudos e avaliações práticas.

### Divisão de trabalho
A economia tradicional kayapó (que ainda subsiste em comunidades mais afastadas da civilização), baseia-se na caça, pesca feita com timbó e coivara. Há uma divisão de tarefas por sexo, e dos homens é exigido que sejam bons caçadores e pescadores, jamais voltando de mãos vazias para casa; em troca, são eximidos de qualquer trabalho doméstico. Enquanto os homens cuidam das proteínas, as mulheres cultivam roças onde são plantados vegetais calóricos como batata-doce, milho, cana-de-açúcar, banana e mandioca. Além da produção das roças, pequenos grupos de mulheres costumam adentrar a mata em certas épocas do ano, para colher frutas selvagens e óleo de palmeira; estas expedições de coleta podem durar de dois dias até uma semana, e nunca se distanciam muito da aldeia.

### Cosmologia
A aldeia ocupa o centro do universo kayapó. A floresta é um espaço perigoso, antissocial, que precisa ser dominado e controlado através de cantos e rituais. Estes, podem ser divididos em três grandes categorias:
- Confirmação de nome: cerimônia complexa, dividida em doze rituais diferentes, onde uma criança entre dois e oito anos, recebe um nome "belo" (ou "grande"), além do "comum" (de nascimento). Teoricamente, poderia ser realizada diversas vezes, mas isso depende da capacidade econômica dos pais, pois estes têm que alimentar os cantores e dançarinos durante o decorrer da cerimônia (que pode levar meses);[1]
- Ritos agrícolas: de caça, de pesca ou de ocasião (durante um eclipse solar ou lunar, por exemplo);[1]
- Ritos de passagem: são solenes, curtos, e puramente declarativos, destinando-se apenas a anunciar que uma pessoa passou de uma classe de idade para outra.[1]

### Vida após a morte
Para os kayapós, os mortos continuam a viver numa outra aldeia, próxima daquela onde passaram a vida. A aldeia dos mortos é organizada exatamente como a dos vivos, mas com uma diferença fundamental: os mortos temem a luz e realizam suas atividades à noite. Por isso, os kayapós temem andar sós pela floresta depois do escurecer.